# Ричард Оуен
Ричард Оуен (на английски: Richard Owen) е английски биолог, специалист по сравнителна анатомия и палеонтолог.
Днес Оуен е известен най-вече като автор на думата динозаври (означаваща „ужасно влечуго“ или „страшно голямо влечуго“), както и с откритото си противопоставяне на теорията за еволюцията чрез естествен отбор на Чарлз Дарвин. Той е бил на едно мнение с Дарвин, че еволюцията е действително събитие, но е мислел, че тя е много по-сложно явление от описаното от Дарвин в „Произход на видовете“.

## Биография
Оуен израства в Ланкастър, в северната част на Англия, където получава медицинско образование. Бил роден анатом и толкова отдаден на специалността си, че понякога незаконно взимал крайници, органи и други части от трупове, и ги носел вкъщи да им прави дисекция през свободното си време.
През 1825 г., когато е само на 21 години, Оуен се премества в Лондон и скоро след това е ангажиран от Кралския колеж на хирурзите да помогне в подреждането на тяхната огромна колекция от медицински и анатомични екземпляри. Много от тях били подарени на института от Джон Хънтър, изтъкнат хирург и неуморим колекционер на медицински антики, но така и не били каталогизирани или подреждани, до голяма степен поради изчезването на документацията, обясняваща значимостта на всяка, смъртта на Хънтър.
Оуен бързо се отличава с организаторските си и дедуктивни способности. Пише общо около шестстотин труда по анатомия, което говори за огромна производителност. Но Оуен се помни с трудовете си за динозаврите. През 1841 г. създава термина dinosauria, което означава „ужасен гущер“ и е изключително неуместно име. Кариерата му обаче силно страда след като се оказва, че в трудовете си не отдава дължимото на други автори и дори се опитва да присвои чужди резултати. Това се разкрива през 1846 г., когато е удостоен с Кралски медал за статията му върху белемнитите, в която дори не споменава, че те са открити четири години преди това от Чанинг Пиърс, биолог-аматьор. Заради това му прегрешение било гласувано да бъде изваден от съветите на Зоологическото дружество и на Кралското дружество.
Оуен никога повече не се занимава с важни изследвания, но през по-късната част от живота си се отдава на дейност, за която всички трябва да са благодарни. През 1856 г. оглавява секцията по естествени науки на Британския музей и става движеща сила в създаването на Природонаучния музей в Лондон. Грандиозната готическа сграда в Саут Кенсингтън, която отваря врати през 1880 г., е доказателство за неговата визия. Преди това музеите в Англия са предназначени основно за посещения на елита, като достъпът до тях не е бил лесен. Например в ранните години на Британския музей желаещите да го посетят трябвало да подадат писмена молба и да се явят на кратко интервю, за да се определи дали могат да бъдат допуснати. След това трябвало да дойдат повторно, за да вземат билет – ако са издържали успешно интервюто – и накрая да дойдат трети път, за да видят съкровищата на музея. Дори и тогава преминавали набързо в групи и не им било позволено да се застояват. Планът на Оуен бил всеки да бъде добре дошъл в музея, и достига дотам да се насърчават работниците за вечерни посещения и да се използва повече пространство за публично излагане на експонатите. Дори предлага, доста радикално, да се поставят обяснителни табели пред всеки експонат, така че хората да могат да оценят това, което виждат. Съмишленикът на Дарвин Томас Хъксли бил против това, тъй като вярвал, че музеите трябва да бъдат основно научни институти. Като превръща Природонаучния музей в институция за широката публика, Оуен преобразява представата за това какво трябва да представляват музеите.